# Русский язык как иностранный
Русский язык как иностранный (РКИ или РкИ) — раздел лингводидактики, который занимается изучением русского языка с целью разработки методов, методик, технологий его описания для преподавания носителям других языков, проживающим на территориях, где русский не имеет широкого хождения. «Русский язык как иностранный» — также специализация учебных заведений, присваивающих квалификацию «преподаватель русского языка как иностранного».
Для нужд преподавания русского языка иностранцам составляются специальные учебные пособия и грамматики, которые описывают язык с точки зрения носителя другого языка.
Предметная область РКИ тесно связана с целым рядом смежных научных дисциплин: общее, сопоставительное, структурное и прикладное языкознание (лингвистика), психология обучения и деятельности, педагогика, культурология и лингвокультурология, этнопсихология, история России и всеобщая история.
Преподавание русского как иностранного также используется в вузах стран с русскоязычным населением для подготовки студентов к обучению на русском языке.

## Особенности
Преподавание русского языка как иностранного (прежде всего людям, совершенно не знакомым с русским языком) специалисты отличают от преподавания русского языка как неродного (сокращенно РКН или РкН) и русского как эритажного. При преподавании РКН речь идет обычно о преподавании в государствах, где русский имеет широкое распространение и официальный статус, но у значительной части населения родными являются другие языки; а эритажный язык встречается в регионах, где русский не имеет широкого распространения, но у унаследовавшего его человека есть русскоязычные предки и возможна частичная языковая компетенция. Во время преподавания учащиеся получают также знания о культуре русскоязычных стран.

## История
Централизованное преподавание русского языка как иностранного началось в Российской империи после 1830 годов с началом русификации коренных народов. По данным Фонда «Наследие Евразии», НП «Евразийский монитор», в опросе 2008 года, в повышении навыков владения русским языком оказались наиболее заинтересованы жители Таджикистана (67 % респондентов), Армении (55 %) и Кыргызстана (37 %), отчасти Грузии (22 %) и Молдавии (18 %), а основной целью владения русским респонденты указывали «средство общения с русскоязычными согражданами» (на работе, в быту и т. д.). В дальнем зарубежье можно отметить некоторое увеличение спроса на изучение русского языка в Польше.
Термин «Русский как иностранный (РКИ)», как и соответствующее направление, начал разрабатываться в Научно-методическом центре русского языка при МГУ им. М. В. Ломоносова. В 1974 году этот центр был преобразован в самостоятельный Институт русского языка имени А. С. Пушкина. С 1992 года работает Центр сертификационного тестирования (ЦСТ), который организует и принимает тестовые экзамены по повседневному и деловому общению в России и за рубежом в 18 странах мира в 33 экзаменационных центрах, для чего к каждой сессии разрабатываются закрытые версии тестов.

## Тестирование уровня владения русским языком
Сертификационное тестирование по РКИ (ТРКИ) проводится представительствами Головного центра тестирования граждан зарубежных стран по русскому языку при Министерстве образования и науки РФ. Разработчиками российской государственной системы тестирования ТРКИ является авторский коллектив специалистов Московского государственного университета им. М. В. Ломоносова, Санкт-Петербургского государственного университета, Российского университета дружбы народов и Государственного института русского языка имени А. С. Пушкина.

## Подготовка преподавателей
Преподавателей русского языка как иностранного готовят филологические факультеты высших учебных заведений. Некоторые вузы имеют крупные учебно-методические подразделения по практической языковой подготовке иностранных абитуриентов и студентов разных специальностей. Так, в Москве это Московский государственный университет им. М. В. Ломоносова, в Санкт-Петербурге — Санкт-Петербургский государственный университет (СПбГУ) и Институт международных образовательных программ (ИМОП) Санкт-петербургского государственного технического университета (Политеха).
В современных условиях обучение русскому языку иностранных учащихся в России происходит преимущественно на русском же языке с помощью прямых (беспереводных) коммуникативных методов в группах с разными родными языками. Ряд университетов используют профессиональные стажировки в русскоязычных организациях России, стран СНГ и Балтии как эффективное дополнение к традиционным коммуникативным методам.

## Организации
Преподаватели и теоретики РКИ объединены и в другие национальные организации в своих странах, как например, Русский комитет и сеть преподавателей русского языка Ассоциации языкового образования Великобритании. Видные преподаватели и методисты представлены в Международной ассоциации преподавателей русского языка и литературы (МАПРЯЛ), во главе которой президент СПбГУ декан его филологического факультета профессор Л. А. Вербицкая. В МАПРЯЛ входит и РОПРЯЛ — Российское объединение преподавателей русского языка и литературы. Поддержкой распространения русского языка и российской культуры в зарубежье занимается Фонд «Русский мир». Учебники и словарно-справочную литературу выпускают специализированные издательства, такие как «Русский язык» (Москва) и «Златоуст» (Санкт-Петербург). Ведущей организацией по разработке концепций преподавания РКИ и материалов для этого является московский Государственный институт русского языка имени А. С. Пушкина.

## Распространённость

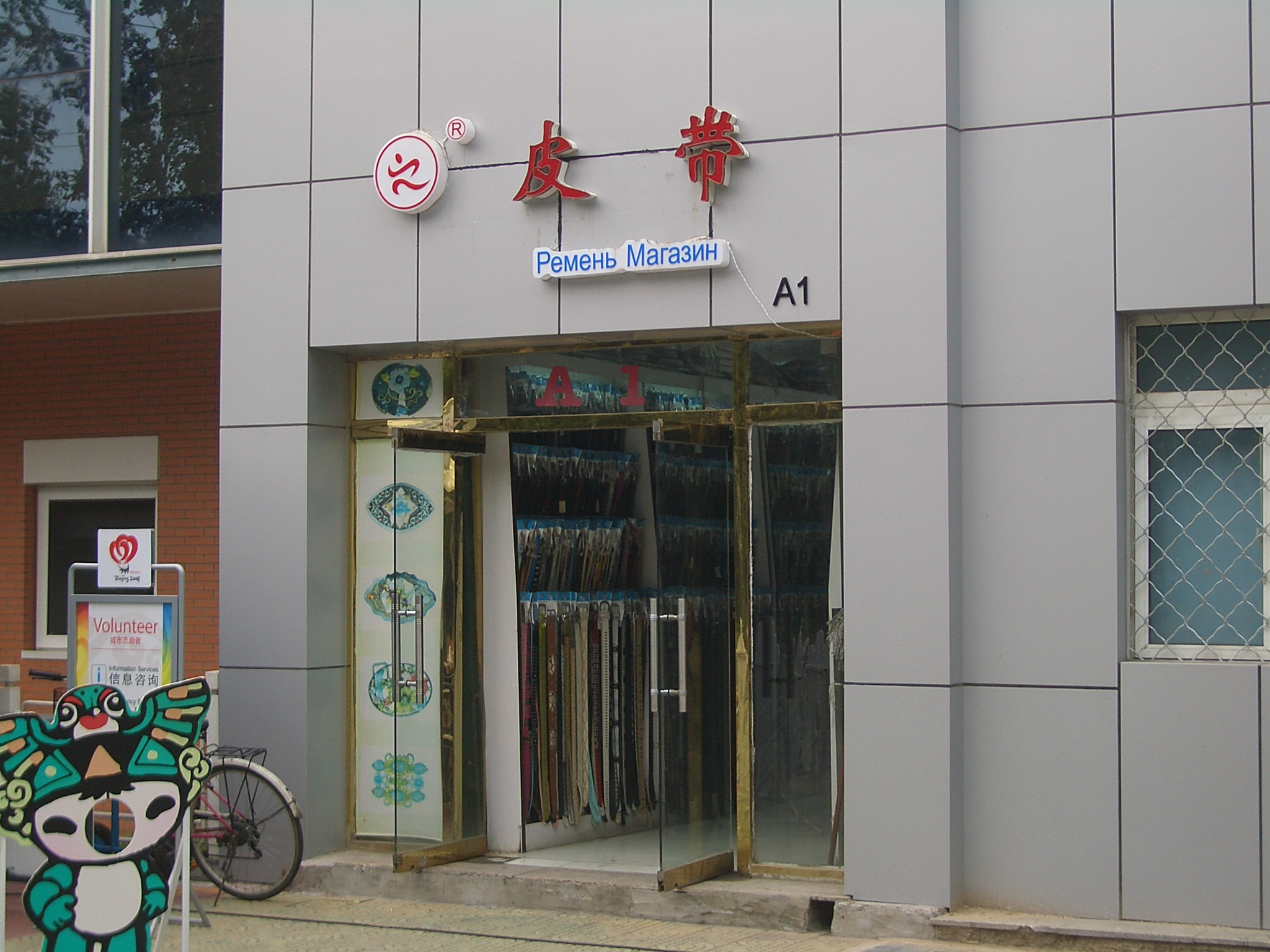
Магазин в Китае

Русский язык как иностранный преподается во множестве стран на разных ступенях общего и профессионального образования.
В Польше он представлен на вузовском уровне в Жешуве (Кафедра русской филологии Жешувского университета) и Зелёной Гуре.
В Великобритании РКИ представлен в системе школьного среднего образования в качестве одного из современных языков. По курсу русского языка можно сдать школьный экзамен на аттестат зрелости (GCSE) от экзаменационной коллегии Edexcel. На уровне высшего образования русский язык представлен в ряде университетов, среди которых Оксфордский университет, где русский язык естественным образом связывается с погружением в мир русской литературы и истории, что необходимо для подготовки как людей, интересующихся Россией и её культурой вне своей профессиональной деятельности, так и специалистов в области филологии, культурологии, истории, мировой экономики и политологии.
В Германии русский язык в системе высшего образования представлен, например, в университетах Потсдама (Институт славистики) и Грайфсвальда.
В США одним из центров русистики и восточноевропейских исследований является соответствующее подразделение Университета Канзаса, где данные отрасли знаний преподаются как на первом этапе высшего образования — в бакалавриате, так и в магистратуре в качестве профильных для получения учёных степеней. Диплом по русистике (англ. Russian Major) можно получить и в Университете штата Айова, а курсы русского языка и литературы можно пройти и в Университете Северной Айовы.
Русский язык в Китае преподаётся более 300 лет, официальной датой начала систематического обучения русскому языку можно считать 1708 год, когда по распоряжению императора Канси династии Цин была создана «Школа русского языка при Дворцовой канцелярии» (кит. трад. 內閣俄羅斯文官, упр. 内阁俄罗斯文官, палл. Нэйгэ Элосы вэнь гуань), специальное заведение для подготовки дипломатических представителей. В настоящее время русский язык преподаётся на разных ступенях образования, от школьной до программ высшего образования ведущих вузов страны, в том числе выпускающих специалистов-преподавателей русского языка как иностранного. На 2021 год русский язык преподавался в 868 учебных заведениях КНР различного уровня, из них в 179 по программам бакалавриата. К школьным выпускным экзаменам приблизительно 40 тыс. учащихся выбирают русский язык для сдачи гаокао. В 2022 году в 61 вузе действовали программы подготовки магистров по русскому языку и литературе. Из других магистерских программ с изучением русского языка в 2022 году — 8 по иностранной и сравнительной лингвистике, 22 по иностранной литературе, 4 программы по регионоведению, 33 по письменному и 18 по устному переводу. По востребованности для изучения русский язык в Китае соперничает с английским и опережает французский и немецкий языки.

## Основные положения и темы
- Падежи подаются в таком порядке: именительный, местный, предложный, винительный, родительный, дательный, творительный.
- Выделяется особая группа глаголов движения (в том числе с приставками).
- Глаголы даются в 7 формах.
- Грамматические темы: время, направление, местоположение, виды глагола и др.
- Синтаксис: «который», причастия, деепричастия.

### Научная литература
- Акишина А.А, Каган О. Е. Учимся учить.
- Великосельский О. А. Возможности дистанционного обучения с использованием метавселенных (технологий трехмерных виртуальных пространств на примере обучения РКИ) // Непрерывное образование: проблемы, решения, перспективы: Всерос. с междунар. участием науч.конф. — СПб.: ЛГУ им А. С. Пушкина, 2022. — С. — 97—101.
- Великосельский О. А. Использование технологии трехмерных виртуальных многопользовательских миров при обучении русскому языку как иностранному. Автореферат диссертации на соискание ученой степени кандидата педагогических наук. 13.00.02 — Теория и методика обучения и воспитания — СПб.: СПбГУ, 2004.
- Власова Н. С. Методика преподавания РКИ детям. Учебник для преподавателей русского языка в нерусскоязычной среде.
- Груник-Цикина Н., Калита И. Роль видеопродукции в формировании коммуникативной и социокультурной компетенций при обучении РКИ. // Эпистемологические основания современного образования: актуальные вопросы продвижения фундаментального знания. — Москва: Перо, 2021. — С. 343—352.
- Калита И. В. «Мертвые Души» Н. В. Гоголя в курсе стилистики РКИ. // Актуальные вопросы теории и практики преподавания русского языка как иностранного: материалы международной научно-практической конференции. — Москва: МПГУ, 2021. — С. 209—2017.
- Калита И.,Заметки о межкультурной коммуникации: чешский и русский взгляд на мир. // Коммуникативно-управленческие стратегии в развитии социальных систем: тенденции, ресурсы, технологии: сб. материалов Междунар. науч.-практ. конф. (Екатеринбург, 15-16 ноября 2012 г.): в 3 ч. — Екатеринбург: ИГУП, 2012. Ч. 1.: Интегрированные маркетинговые коммуникации как фактор динамики развития социальных систем. — С. 188—195.
- Калита И. В. Изучение русского языка как иностранного или способ приобретения социокультурной компетенции. // Sociokulturní složka výuky cizího jazyka a SERR (společný evropský referenční rámec). — Ústí nad Labem: PF UJEP — Státní odborná škola v Ratiboři, 2008, 342 с. — С. 163—173.
- Калита И. В. Творчество А. Т. Твардовского: особенности изучения в иноязычной аудитории. // Концепт. 2014, № 10 (октябрь). ART 14291. Гос. рег. Эл № ФС 77-49965. URL: http://e-koncept.ru/2014/14291.htm. ISSN 2304-120X.
- Калита И. В. «Поговорим шершавым языком». Особенности обучения русскому языку как иностранному в чешском вузе. // Вестник Новосибирского государственного унив. Серия: История, филология. 2014. Т. 13, вып. 9: Филология. — С. 37-41.
- Калита И., Приемы коммуникативной стилистики и лингвокультурологии при обучении русскому языку как иностранному. // Jazyk, literatura a region. (Ed. HARÁK, I.). Sborník z mezinárodní konference pořádané katedrou bohemistiky PF UJEP v Ústí nad Labem ve dnech 6.-7. září 2011. — Ústí nad Labem: PF UJEP, 2012, 324 с.— С 30-38.
- Калита И. В. Билингвизм как проводник социокультурной компетенции. // Искусство и педагогика: теория, методика, практика. — Владимир, 2012, 357 с. — С. 138—145.
- Калита И., Культурологический компонент при обучении РКИ (формирование личности культурного проводника). // Актуальные проблемы обучения русскому языку X. Sborník prací Pedagogické fakulty MU Č. 252. Řada jazyková a literární Č. 45. 2012. — Brno: Masarykova univerzita, 634 с. — С. 184—191.
- Калита И., Стилистика РКИ как ступень к профессиональной деятельности: подготовка к собеседованию по приёму на работу. // Эпистемологические основания современного образования: актуальные вопросы продвижения фундаментального знания в учебный процесс. Материалы Международной научно-практической конференции Борисоглебского филиала ФГБОУ ВО «ВГУ» — М.: Издательство «Перо», 2020. 751 с. — С. 105—112.
- Куратченко М. А., Севастьянова С. К., Зимина Л. О. Обучение русскому языку как иностранному в КНР: историко-культурный и методологический аспекты // Вестник педагогических инноваций. 2022. № 2 (66). С. 37—46. DOI: 10.15293/1812-9463.2202.05[27]
- Попадейкина Ирина, Чахор Рафал (ред.), Теория и практика преподавания русского языка как иностранного, Русско-польский институт, Вроцлав 2012, ISBN 978-83-935729-0-8
- Шибко Н. Л. Общие вопросы методики преподавания русского языка как иностранного: уч. пособие для иностранных студентов филологических специальностей. СПб.: Златоуст, 2014. 336 с.
- Федотова Н. Л. Методика преподавания русского языка как иностранного (практический курс). СПб.: Златоуст, 2013. 192 с.
- Федотова Н. Л. Методика преподавания русского языка как иностранного. Задачник к практическому курсу.- СПб.: Златоуст, 2013. 200 с.
- Кирейцева А. Н. Азбука тестирования. Практическое руководство для преподавателей РКИ. СПБ.: Златоуст, 2013. 184 с.
- Протасова Е. Ю., Родина Н. М. Русский язык для дошкольников: учебно-методическое пособие для двуязычного детского сада. 2-е изд. СПб.: Златоуст, 2011. 320 с.
- Капитонова Т. И., Московкин Л. В. Методика обучения русскому языку как иностранному на этапе предвузовской подготовки. СПб.: Златоуст, 2006. 272 с.
- Сурыгин А. И. Педагогическое проектирование системы предвузовской подготовки иностранных студентов. 2-е изд. СПб.: Златоуст, 2008. 128 с.
- Пассов Е. И. Терминосистема методики, или Как мы говорим и пишем. СПб.: Златоуст, 2009. 124 с.

### Учебники
- Антонова В. Е., Нахабина М. М., Сафронова М. В., Толстых А. А. Дорога в Россию: учебник русского языка (элементарный уровень). 9-е. изд. СПб.: Златоуст, 2013. 344 с.
- Антонова В. Е., Нахабина М. М., Сафронова М. В., Толстых А. А. Дорога в Россию: учебник русского языка (базовый уровень). 5-е изд., испр, М.: ЦМО МГУ им. Ломоносова; СПб.: Златоуст, 2011. — 256 с.
- Антонова В. Е., Нахабина М. М., Сафронова М. В., Толстых А. А. Дорога в Россию: учебник русского языка (первый уровень): в 2 т. 4-е. изд. СПб.: Златоуст, 2012 . 200 с. / 184 с.
- Власова Н. С. Русский язык как иностранный для дошкольников и младших школьников — малышам. Учебник для детей русскоязычных эмигрантов типография Гутенберг, 2004-9. 163 с.
- Власова Н. С. Русский язык как иностранный. Базовый курс −1(с поурочным словарем на английском и немецком языках) Учебник для детей русскоязычных эмигрантов. типография Гутенберг, 2007, 2009. 204 с.
- Власова Н. С., Бельская Л. Л. Русский язык как иностранный. Базовый курс − 2. Учебник для школьников, живущих в нерусскоязычном окружении. типография Гутенберг, 2008-9. 132 с.
- Власова Н. С., Бельская Л. Л. Русский язык как иностранный. Продвинутый курс − 1. Учебник для школьников, живущих в нерусскоязычном окружении. типография Гутенберг, 2006-9. 163 с.
- Галло Я., Макакровска О., Калита И. Введение в деловое общение. Пособие по русскому языку как иностранному. — Nitra: Univerzita Konštantína Filozofa v Nitre, 2020. 244 s. 978-80-558-1612-8.
- Дьяков И. М. Рассказ-сенсация. В помощь изучающим русский язык (и не только для гваделупцев). CreativeSpace Publishing, 2013. 164 с.
- Загребельная М. Мой русский друг: начальный курс русского языка с иллюстрациями: учебник. — СПб.: Златоуст, 2011. 144 с.
- Калечиц А., Калита И., Кудреватых И, Макаровска О., Я. Галло Я. Основы речевого этикета и межкультурной коммуникации. Учебное пособие по русскому языку для словацких студентов: в 2-х частях. — Nitra: Filozofická fakulta Univerzity Konštantína Filozofa v Nitre, 2021, 243 с.
- Калита И., Фонетика русского языка. Ústí nad Labem: PF UJEP, 2002, ISBN 80-7044-441-X, 103 с.
- Калита И., Практическая фонетика современного русского языка с основами теории. — Ústí nad Labem: PF UJEP, 2011, ISBN 978-80-7414-370-0, 132 с.
- Калита И., Основы межкультурной коммуникации. Знакомство с постсоветскими государствами. — Ústí nad Labem: PF UJEP, 2012, ISBN 978-80-7414-569-8, 350 с.
- Калита И., Практика речевого общения I. / Konverzace v ruštině. Díl I. — Ústí nad Labem: UCP UJEP, 2013, 256 с.
- Караванова Н. Б. Survival Russian Говорите правильно! Курс русской разговорной речи (для иностранцев, говорящих на английском языке) + CD, 15-е издание, М: Русский язык. Курсы, 2018. — 312 с.
- Караванова Н. Б. Survival Russian Читаем и всё понимаем (пособие по чтению и развитию речи для иностранцев, изучающих русский язык), 5-е издание, М: Русский язык. Курсы, 2018. 167 с.
- Караванова Н. Б. Survival Russian Слушаем живую русскую речь (пособие по аудированию для иностранцев, изучающих русский язык) + CD, 5-е издание, М: Русский язык. Курсы, 2017. 118 с.
- Караванова Н. Б. Матрёшка. Элементарный практический курс русского языка +CD, 4-е издание, М.: Русский язык. Курсы, 2017. 334 с.
- Караванова Н. Б. Корректировочный курс фонетики русского языка +CD, 4-е издание, М.: Русский язык. Курсы, 2015. 72 с.
- Костомаров В. Г.
- Куцерева-Жаме А. М., Китадзё М. Спасибо!: начальный курс русского языка. СПб.: Златоуст, 2010. 192 с.
- Мавриду Н. И. Жар-Птица, учебно-методический комплекс для детей-инофонов и билингвов (от элементарной грамматики до В2)[29]
- Миллер Л. В., Политова Л. В., Рыбакова И. Я. Жили-были… 28 уроков русского языка для начинающих: учебник. 10-е изд. СПБ.: Златоуст, 2012. 152 с.
- Миллер Л. В., Политова Л. В. Жили-были… 12 уроков русского языка. Базовый уровень: учебник. — 5-е изд. СПБ.: Златоуст, 2011. 200 с.
- Скороходов Л. Ю., Хорохордина О. В. Окно в Россию: учебное пособие по русскому как иностранному для продвинутого этапа. В 2 ч. Ч. 1. 2-е изд., перераб, испр., СПб.: Златоуст, 2009. 192 с.
- Скороходов Л. Ю., Хорохордина О. В. Окно в Россию: учебное пособие по русскому как иностранному для продвинутого этапа. В 2 ч. Ч. 2. 4-е изд., перераб., испр. СПб.: Златоуст, 2010. 264 с.
- Солодуха Л. В. Спрашивайте и отвечайте. Коммуникативный курс русского языка для иностранцев (уровень А1). Киев ТОВ НВП «Інтерсервіс», 2016. 59 с. ISBN 978-617-696-462-9
- Эсмантова Т. Л. Русский язык: 5 элементов: уровень А1 (элементарный). 2-е изд., испр. СПб.: Златоуст, 2011. 320 с.
- Эсмантова Т. Л. Русский язык: 5 элементов: уровень А2 (базовый). СПб.: Златоуст, 2011. 328 с.
- Эсмантова Т. Л. Русский язык: 5 элементов: уровень В1 (базовый — первый сертификационный). СПб.: Златоуст, 2011. 340 с.
- Хавронина С. А., Широченская А. И. Русский в упражнениях. М., 1969.
- Чернышов С. И. "Поехали!": Русский язык для взрослых. Начальный курс. 12-е изд. СПб: Златоуст, 2013. 280 с.
- Чернышов С. И., Чернышова А. В. Поехали!-2. Русский язык для взрослых. Базовый курс: в 2 т. Т. I. 3-е изд. СПб.: Златоуст, 2011. 168 с.
- Чернышов С. И., Чернышова А. В. Поехали!-2. Русский язык для взрослых. Базовый курс: в 2 т. Т. II. 2-е изд. СПб.: Златоуст, 2010. 200 с.
- Учебник русского языка для подготовительных факультетов ВУЗов СССР. Старт 1,2,3.
- Pogadaev, Victor A. Pertuturan Bahasa Rusia Cepat Dan Mudah (Разговорный русский: быстро и легко). Petaling Jaya: Golden Books Centre Sdn. Bhd., 2009. — 196 p. ISBN 978-983-72-0634-2 (пособие для говорящих на малайском языке).

### Прочее
Вопросам РКИ посвящён журнал «Русский язык за рубежом».